# Moschea di Ortaköy
La moschea di Ortaköy (in turco Ortaköy Camii), ufficialmente Büyük Mecidiye Camii (Grande moschea del Sultano Abdülmecid) è una moschea di Istanbul, Turchia situata sulle rive del Bosforo. Con la sua vista sul Bosforo e sul ponte, la moschea è una icona del quartiere di Ortaköy e dell'intera Istanbul.

## Storia
Sul sito dell'attuale moschea di Ortaköy, in precedenza c'era un piccolo masjid, costruito nel 1720, e distrutto durante la rivolta di Halona Patrona nel 1731.
L'attuale moschea, eretta al suo posto, fu ordinata dal sultano ottomano Abdülmecid Ie costruita tra il 1854 e il 1856, sulle rovine del Palazzo Cantemir. I suoi architetti furono il padre e figlio armeni Garabet Amira Balyan e Nigoğayos Balyan, che progettò anche il vicino Palazzo di Dolmabahçe e la moschea di Dolmabahçe, che lo progettarono in stile neobarocco.
La cupola della moschea era originariamente costruita in mattoni. Per via delle crepe sviluppatesi col tempo, è stata ricostruita con cemento. Nel 1894 il terremoto danneggiò la moschea, che nel 1984 subì anche un lieve incendio. Pertanto, la struttura ha subito numerosi lavori di riparazione e restauro nel tempo. Oggi è in buone condizioni.

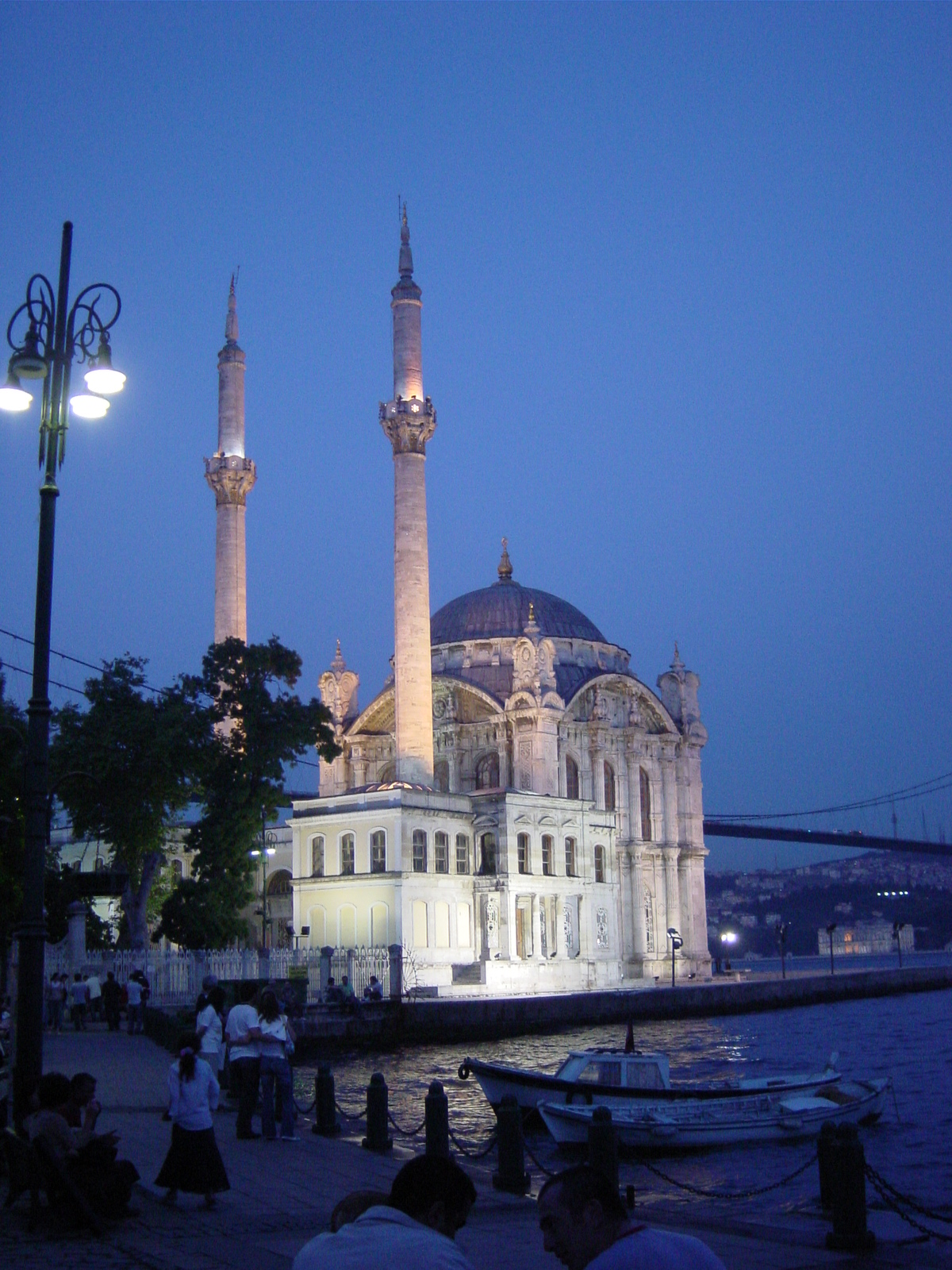
Veduta notturna della moschea

## Caratteristiche
La moschea di Ortaköy si compone di un edificio a due piani con pianta a "U", con un volume principale a pianta quadrata coperto da una cupola. Le facciate dell'edificio, con colonne montanti, sono arricchite da intagli e rilievi, che conferiscono alla moschea un aspetto dinamico. Ci sono due file di finestre che forniscono al volume principale un'ottima illuminazione.
In termini di spazio interno, la moschea di Ortaköy è di dimensioni modeste, sebbene l'interno sia piuttosto spazioso con le sue ampie e alte vetrate che rifrangono il riflesso dell'acqua e della luce del giorno. Gli affreschi a motivi floreali ornano l'interno della singolare cupola, insieme a finestre a nicchia delimitate da decorazioni a tenda. Materiali come il marmo sono stati usati per costruire il miḥrāb e il minbar, e per decorare il miḥrāb sono stati usati anche mosaici rosa. I due sottili minareti sono in pietra.
La moschea conserva anche diversi pannelli di calligrafia eseguiti dallo stesso sultano Abdülmecid.

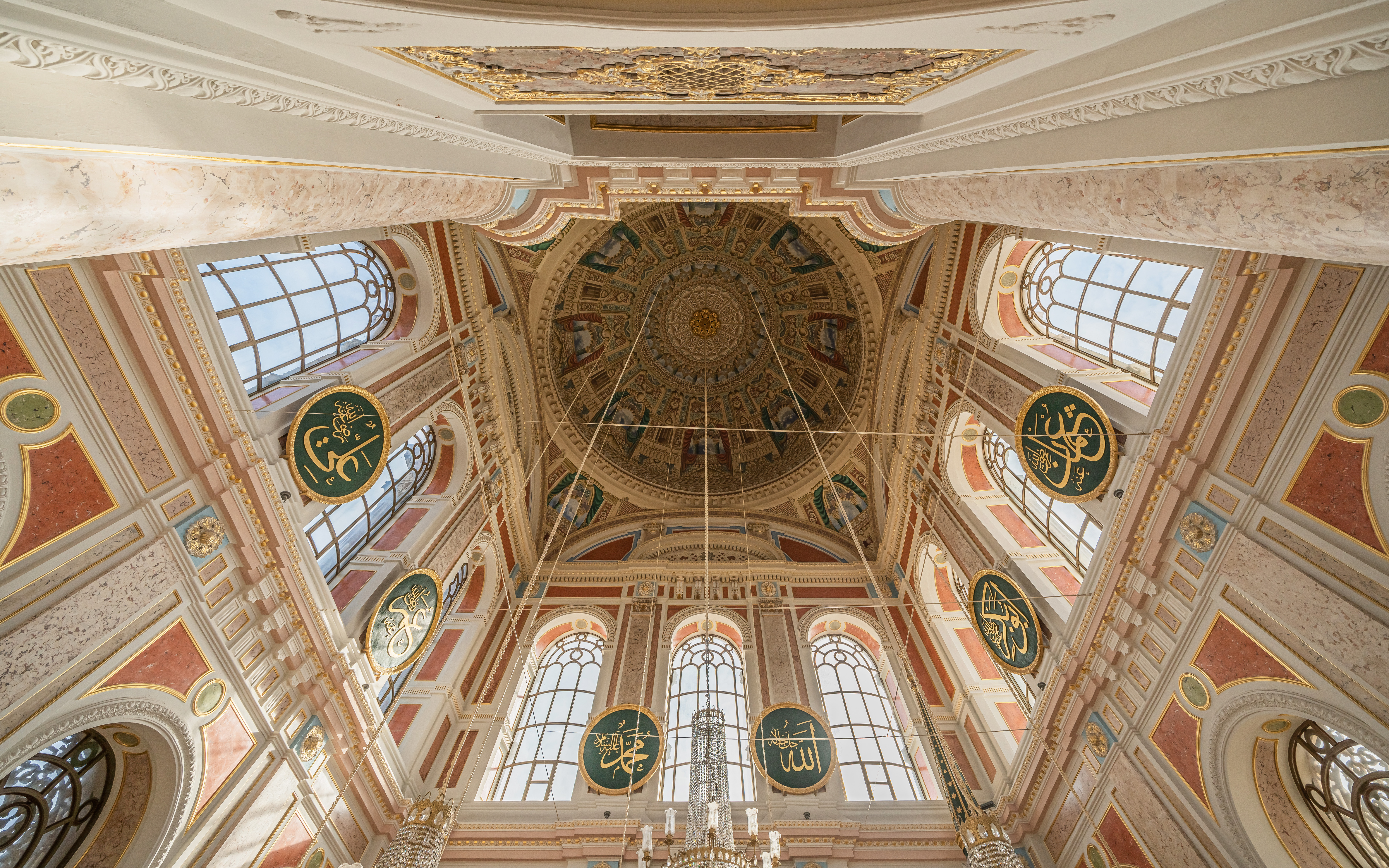
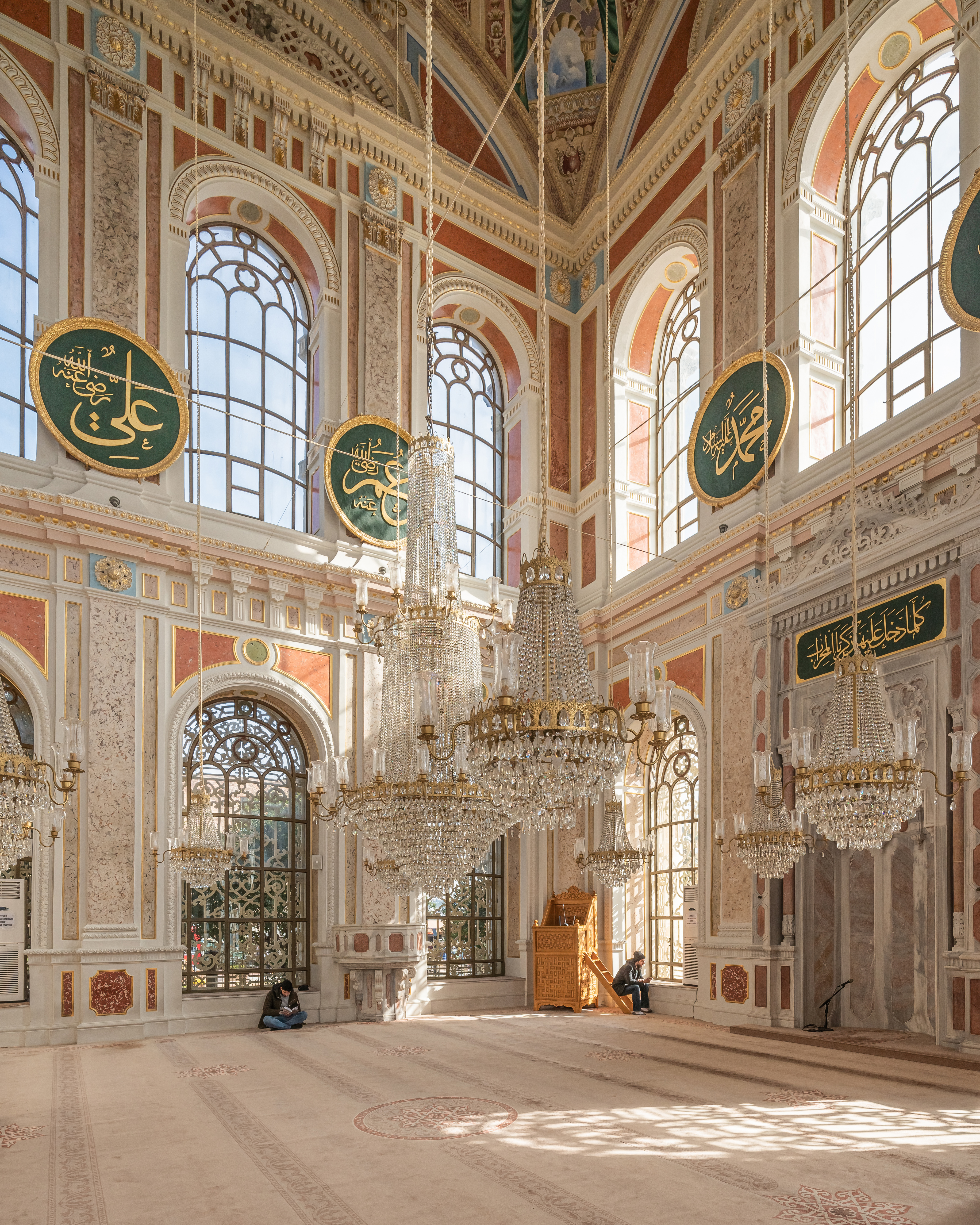
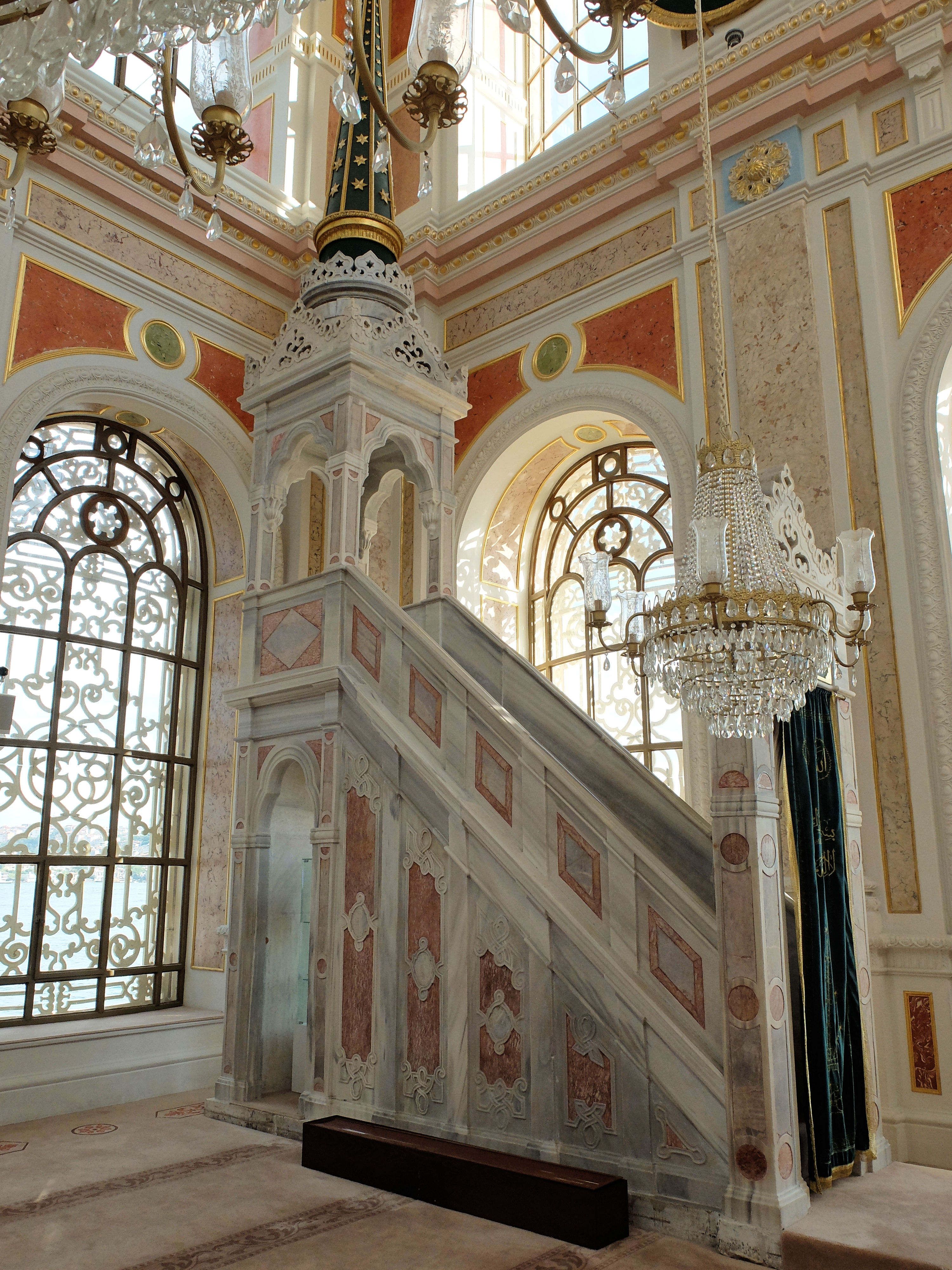
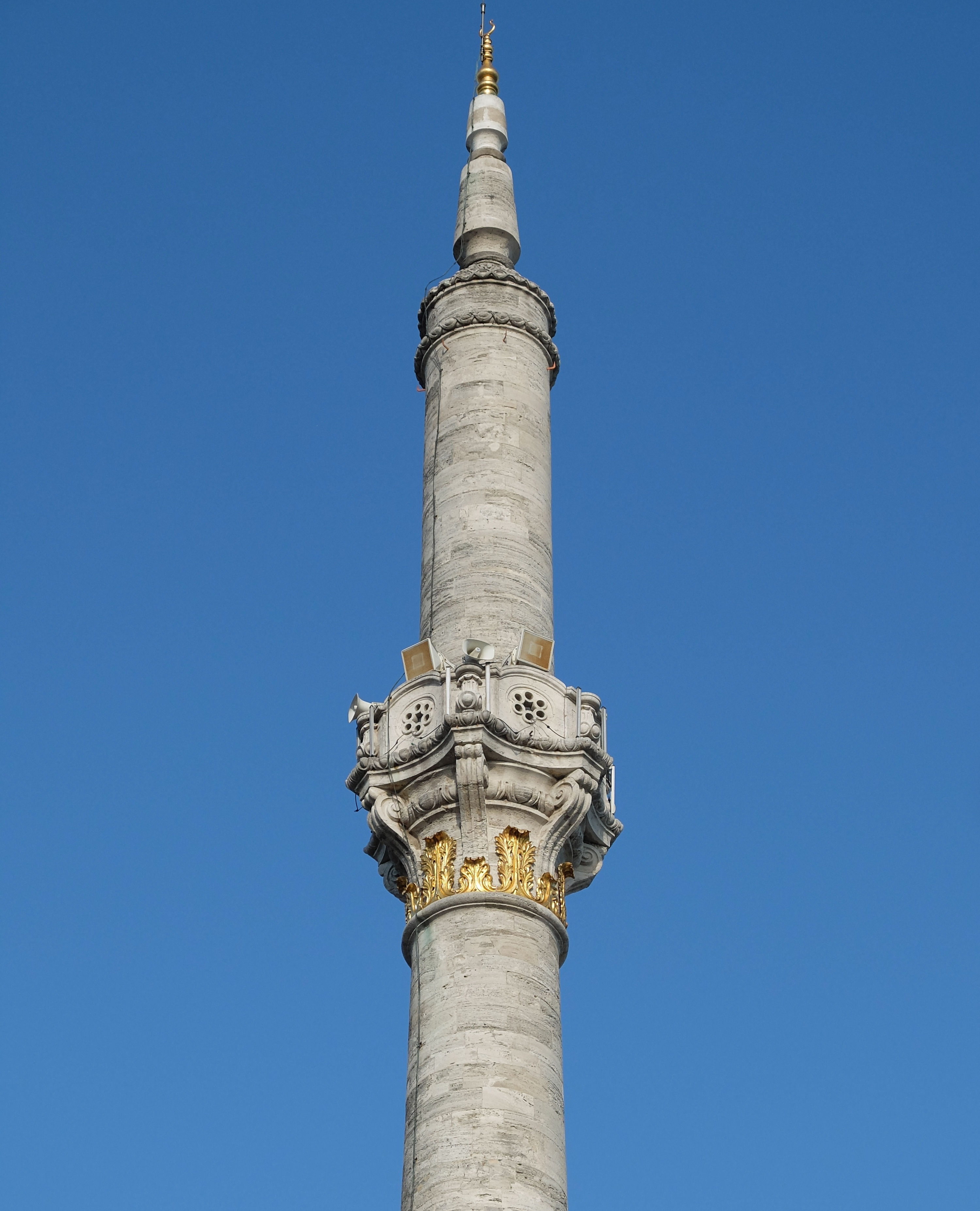
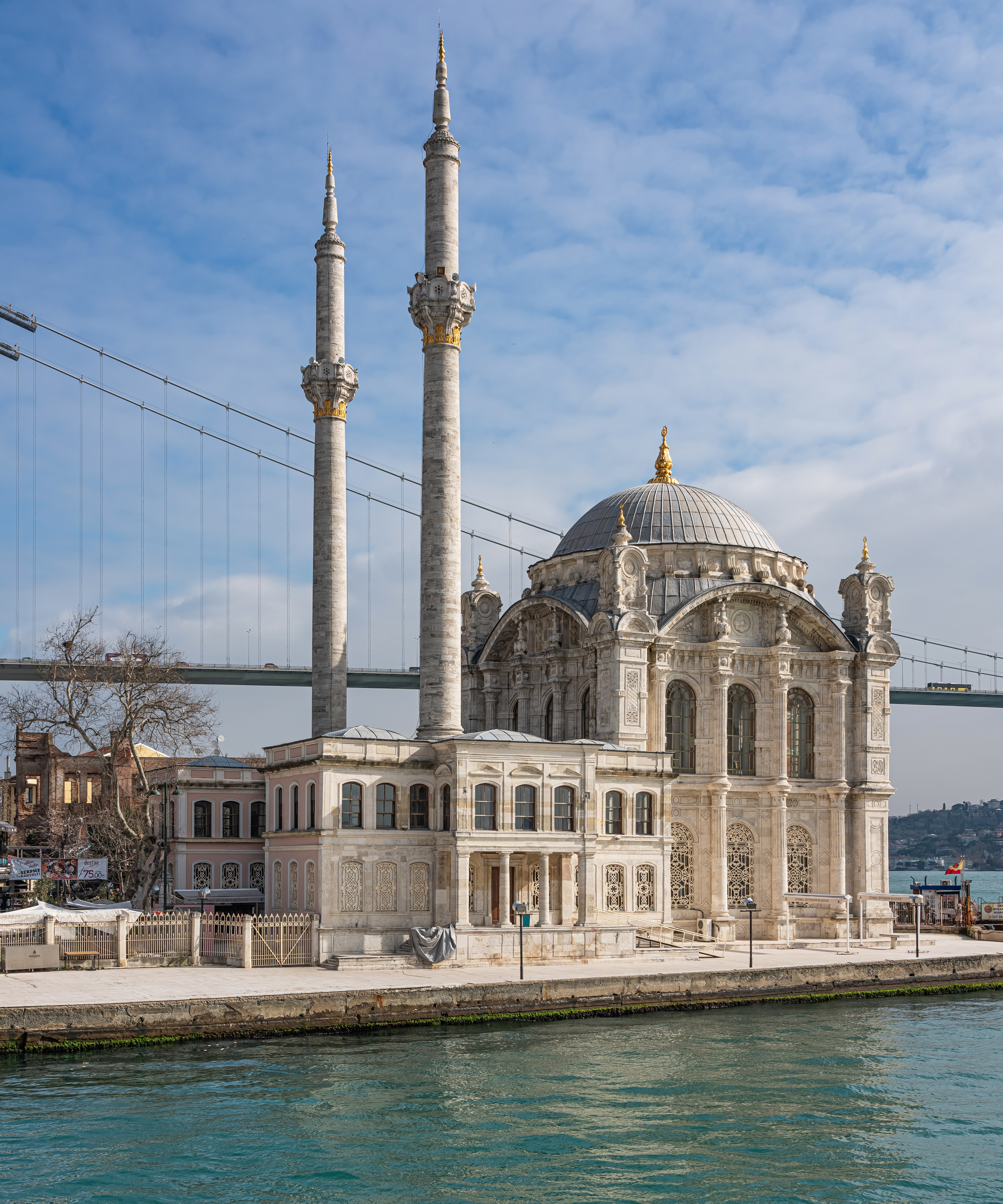